# Tom Ellis

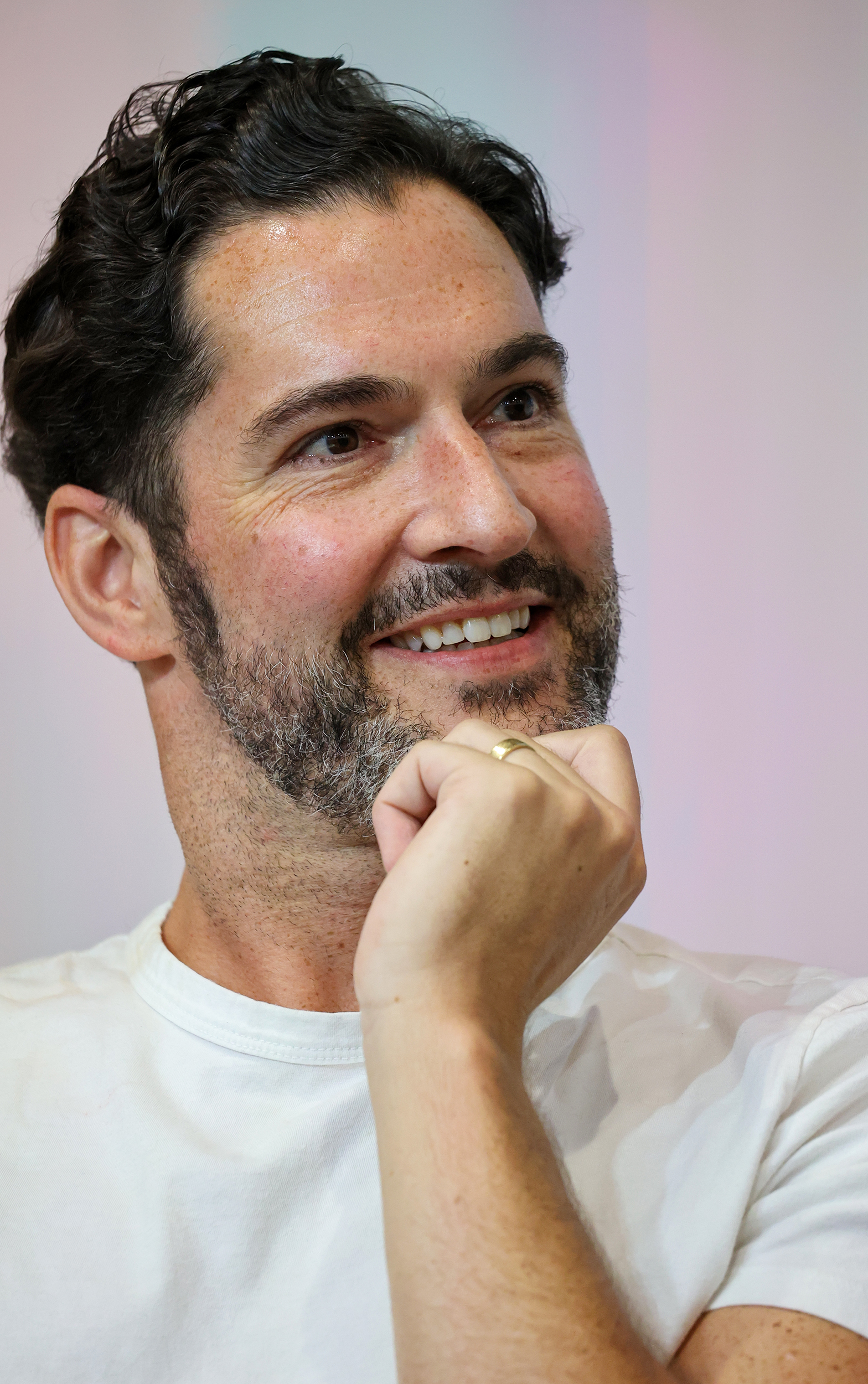
Tom Ellis (2022)

Thomas John „Tom“ Ellis (* 17. November 1978 in Cardiff, Wales) ist ein britischer Schauspieler. Bekannt wurde er durch seine Rolle als Lucifer Morningstar in der Fernsehserie Lucifer.

## Leben
Ellis besuchte die High Storrs School in Sheffield. Er erhielt Unterricht in Gesang, Klavier und Schauspiel und sammelte am Crucible Theatre erste Erfahrungen als Schauspieler. Anschließend studierte er Schauspiel am Royal Conservatoire of Scotland und schloss dies mit dem Bachelor ab. Danach hatte er Nebenrollen in Filmen und Serien. 2010 wurde er beim Monte-Carlo TV Festival als bester Nebendarsteller in der Comedyserie Miranda nominiert.
2016 übernahm Ellis die Hauptrolle des Lucifer Morningstar in der Fernsehserie Lucifer. 2019 hatte er eine Nebenrolle im Netflix-Film Isn’t It Romantic. Im selben Jahr hatte er einen Gastauftritt als Lucifer im Arrowverse-Crossover Crisis on Infinite Earths.
Ellis war von 2006 bis 2014 mit der Schauspielerin Tamzin Outhwaite verheiratet. Aus dieser Ehe stammen zwei gemeinsame Töchter (* 2008 und * 2012). Aus einer früheren Beziehung mit Estelle Morgan hat er eine weitere Tochter. 2019 heiratete Ellis die Drehbuchautorin Meaghan Oppenheimer. Durch eine Leihmutterschaft bekam das Paar im November 2023 eine weitere Tochter.

## Filmografie (Auswahl)
- 2001: Kiss me Kate
- 2001: The Life and Adventures of Nicholas Nickleby
- 2001–2002: Nice Guy Eddie (Fernsehserie)
- 2001: Verbrechen verführt (High Heels and Low Lifes)
- 2001: Army Go Home! (Buffalo Soldiers)
- 2003: Pollyanna
- 2003: I’ll Be There
- 2004: Messias – Der Tod tilgt alle Schuld (Messiah III: The Promise)
- 2004: Vera Drake
- 2005: Much Ado About Nothing
- 2005: Inspector Barnaby (Midsomer Murders, Fernsehserie, Folge 8x08)
- 2005: Waking the Dead – Im Auftrag der Toten (Waking the Dead, Fernsehserie)
- 2005–2006: No Angels (Fernsehserie)
- 2006: EastEnders (Fernsehserie)
- 2006: The Catherine Tate Show
- 2007: Suburban Shootout – Die Waffen der Frauen (Suburban Shootout, Fernsehserie)
- 2007: Doctor Who (Fernsehserie, Folge 3x13)
- 2007: The Catherine Tate Show
- 2007: Der Preis des Verbrechens (Trial & Retribution)
- 2008: Last Minute Baby (Miss Conception)
- 2008: Harley Street (Fernsehserie)
- 2009: Monday Monday (Fernsehserie)
- 2009–2015: Miranda (Fernsehserie)
- 2010: Dappers (Fernsehserie)
- 2010: Merlin – Die neuen Abenteuer (Merlin, Fernsehserie)
- 2010: Accused (Fernsehserie, 1 Episode)
- 2011: The Fades (Fernsehserie)
- 2011: Sugartown (Fernsehserie, 3 Folgen)
- 2012: Gates
- 2012: Gerichtsmediziner Dr. Leo Dalton (Silent Witness, Fernsehserie)
- 2013: Once Upon a Time – Es war einmal … (Once Upon a Time, Fernsehserie, Folge 2x19)
- 2013: Agatha Christie’s Poirot – Wiedersehen mit Mrs. Oliver (Dead Man’s FollyDead Man’s Folly)
- 2014: Rush (Fernsehserie)
- 2015: The Strain (Fernsehserie, Folge 2x06)
- 2016–2021: Lucifer (Fernsehserie)
- 2019: Isn’t It Romantic
- 2019: The Flash (Fernsehserie, Folge 6x09)
- 2022: The Great North (Fernsehserie, Stimme, 1 Folge)
- 2024: Players
- 2024: Tell Me Lies (Fernsehserie)
- 2025: The Thursday Murder Club